# Cayfano Latupeirissa

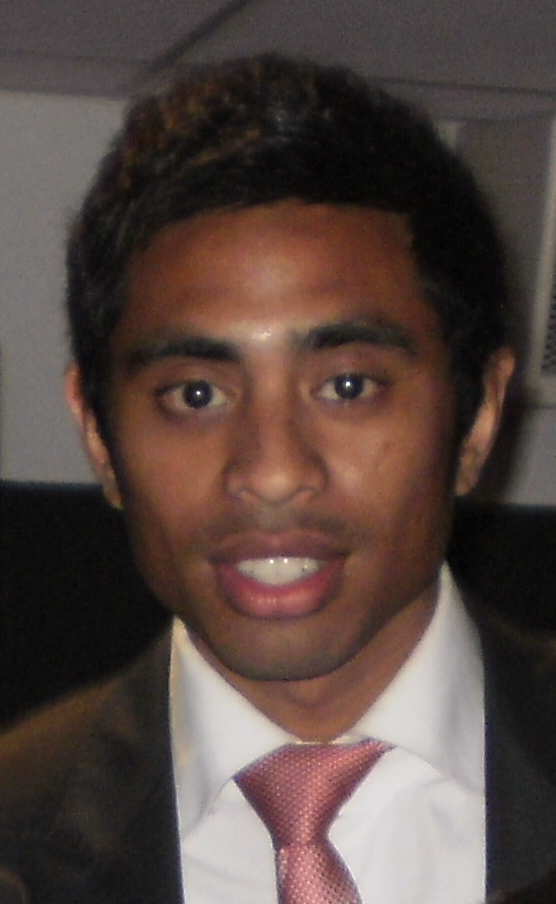
Cayfano Latupeirissa

Cayfano Latupeirissa (* 28. April 1991 in Bemmel) ist ein niederländischer Fußballspieler indonesischer Abstammung. Er stammt aus der Jugend des NEC Nijmegen, wo er bis zum Erstligakader aufstieg und von 2010 bis 2012 insgesamt 17 mal in der Ehrendivision eingesetzt wurde. 2012 wechselte er zum FC Oss in die zweitklassige Jupiler League.